# Quercus look
Quercus look — вид рослин з родини Букові (Fagaceae); поширений у Лівані й Сирії.

## Середовище проживання
Поширений у Лівані й Сирії. 
Зростає у трьох основних роз'єднаних районах: південні гори Ліван, горі Гермон і Джебель-аль-Друз. Висота зростання: 1400–1900 м.

## Використання
Зараз вид не використовується, за винятком пального з деревини, що збирається за межами заповідних територій.

## Загрози й охорона
Вид зустрічається в заповідних районах гори Барук, що становить 40% площі його заселеності, де зафіксовані обмежені антропогенні загрози. Тоді як на горі Гермон загрози, спричинені людиною, є вищими, і в основному їх називають випасом, що впливає на регенерацію виду, крім кількох рубок. Однак популяція на горі Гермон є відносно стабільною.